# Trieces dinianae
Trieces dinianae är en stekelart som beskrevs av Aeschlimann 1973. Trieces dinianae ingår i släktet Trieces och familjen brokparasitsteklar. Inga underarter finns listade i Catalogue of Life.